# Lještani
Lještani su naselje u općini Okučani u Brodsko-posavskoj županiji. 

## Zemljopis
Lještani se nalazi se sjeverno od Okučana na planini Psunju,  susjedna sela su Gornji Rogolji, Donji Rogolji i Trnakovac.

## Stanovništvo
Prema popisu stanovništva iz 2011. godine Lještani su imali 19 stanovnika, dok su 2001. imali 15 stanovnika od toga 4 Hrvata i 10 Srba.
| broj stanovnika | 40    | 52    | 40    | 51    | 79    | 116   | 101   | 109   | 102   | 90    | 70    | 63    | 44    | 35    | 15    | 19    | 10    |
|                 | 1857. | 1869. | 1880. | 1890. | 1900. | 1910. | 1921. | 1931. | 1948. | 1953. | 1961. | 1971. | 1981. | 1991. | 2001. | 2011. | 2021. |